# Eomamenchisaurus yuanmouensis
Eomamenchisaurus yuanmouensis es la única especie conocida del género extinto Eomamenchisaurus (“primer Mamenchisaurus”) de dinosaurio saurópodo mamenquisáurido, que vivió a mediados del período Jurásico hace aproximadamente entre 174 y 163 millones de años desde el Aaleniense al Calloviense, en lo que es hoy Asia. Descrito por Lu et al. en 2008.

## Descripción
El holotipo es bastante pequeño, con una longitud de entre 10 y 15 metros. El fémur mide 110 centímetros de largo. Sin embargo, puede ser un animal inmaduro. Este nuevo taxón se caracteriza por la ausencia de pleurocoelos en vértebras dorsales con las superficies articulares anteriores levemente convexas, superficies articulares posteriores moderadamente cóncavas, el cuarto trocánter se desarrolla posteromedialmente en el fémur, el cociente de la longitud de la tibia y el fémur es aproximadamente 0,64; y el eje del isquion es en forma de barra.
Se distingue por vértebras dorsales bastante pesadas sin pleurocoelos. Estas vértebras son ligeramente convexas desde el frente y ligeramente huecas desde la parte posterior. Las protuberancias espinosas de la tercera y cuarta vértebras sacras están parcialmente fusionadas. El hueso iliaco tiene una lámina posterior muy delgada. El hueso isquiatico tiene un eje recto más largo que el hueso púbico. La sección transversal del eje medio del fémura es ovalada. El cuarto trocánter, el punto de unión de los músculos de la cola en el fémur, se encuentra en diagonal a la mitad del eje de la pata trasera.
Aunque las vértebras cervicales y las vértebras dorsale tienen pleurocoelos, estas últimas muestran cavidades leves en los lados. La octava vértebra que se encuentra rota parece estar hueca. El número de vértebras sacras se estima en cuatro. No tienen pleurocoelos. En la parte posterior cuerpo de la tercera vértebra sacra se ve una superficie de fractura desde la cual se llegó a la conclusión de que la proyección estaba fija a la de la cuarta vértebra. Las protuberancias espinosas son bastante bajas, con una vez y media la altura de los cuerpos vertebrales.
El hueso iliaco tiene un borde superior ligeramente convexo. El apéndice para el hueso púbico es alargado pero en la parte superior bastante grueso con un borde posterior hueco. La contraportada tiene la forma básica y permanece por encima del borde inferior del apéndice para la pierna sentada, aunque esto es bastante corto. La parte posterior es plana en la parte superior y el borde inferior no está claramente erosionado por una cantera para la unión del músculo cuadofemoral corto , un músculo de la cola. El hueso púbico es perforado por un foramen de obturador alargado . El eje es largo. Los huesos púbicos no están fusionados, lo que puede indicar que es un animal bastante joven. El eje de la pierna sentada es largo y recto. La parte inferior de la tibia es de 20 ° con respecto a la parte superior.

## Descubrimiento e investigación
Dos centros fundidos de las vértebras dorsales posteriores (presuntas 9.as y 10.as vértebras dorsales) son similares a esos en otros dinosaurios del mamenquisáuridos, incluyendo Mamenchisaurus hochuanensis Mamenchisaurus Youngi y Chuanjiesaurus anaensis. Por lo tanto, la fusión de los centros de las novenas y décimas vértebras dorsales se pueden reconocer como carácter sinapomórfico de Mamenchisauridae.   Eomamenchisaurus yuanmouensis se erige basándose en un esqueleto incompleto de la Formación de Zhanghe, del Jurásico medio de Yuanmou, provincia de Yunnan, China.
Hasta ahora, solo se conoce un esqueleto muy fragmentario, que consiste en partes de la columna dorsal, el sacro, la pelvis y las extremidades posteriores. Este género fue descrito científicamente por primera vez en 2008 con la única especie Eomamenchisaurus yuanmouensis por investigadores chinos comandados por Lü Junchang  Estos investigadores colocaron a Eomamenchisaurus en Mamenchisauridae, un grupo de saurópodos conocidos en China, que se caracterizó en particular por un cuello muy largo. Eomamenchisaurus proviene del Jurásico Medio y, por lo tanto, es geológicamente más antiguo que la mayoría de los otros representantes de los Mamenchisauridae. Este hecho también se indica con el nombre del género que proviene del griego eos, "temprano" con  ch. Mǎménxī 马 门 溪 y el vocablo también griego, -sauros, "lagarto". La segunda parte del nombre de la especie, yuanmouensis , apunta al condado de Yuanmou en la provincia de Yunnan , China , donde se descubrieron los fósiles.  Hoy en día, los fósiles se encuentran en el museo local de dinosaurios Lufeng.

## Clasificación
Dos centros fundidos de las vértebras dorsales posteriores, las presuntas 9.as y 10.as vértebras dorsales son similares a esos en otros dinosaurios  mamenquisáuridos, incluyendo Mamenchisaurus hochuanensis Mamenchisaurus youngi y Chuanjiesaurus anaensis. Por lo tanto, la fusión de los centros de las novenas y décimas vértebras dorsales se pueden reconocer como carácter sinapomórfico de Mamenchisauridae.
En su primera descripción, Lü Junchang y sus colegas ubicaron a Eomamenchisaurus en Mamenchisauridae. Este grupo pertenece a Eusauropoda, al que todos los saurópodos pertenecen a excepción de algunas formas muy basales, pero se clasifica fuera de la Neosauropoda, que pertenece a todos los saurópodos avanzados. La validez de los Mamenchisauridae es controvertida, por lo que en realidad podría ser una colección parafilética de eusauropodos no especificados. Según Lu y sus colegas, que consideran a los Mamenchisauridae como un grupo monofilético , Eomamenchisaurus es un representante basal de este grupo. Sin embargo, un examen más detenido de las relaciones, un análisis filogenético, todavía está pendiente.
La asignación a la Mamenchisauridae se basó en varias características del sacro, que consistía en otro mamenquisáuridos de cuatro vértebras sacras, por ejemplo, los cuerpos vertebrales constituían más de un tercio de la altura total de las vértebras, también eran el primer y el segundo cuerpo vertebral del sacro no fusionado. Al igual que con Mamenchisaurus hochuanensis, Mamenchisaurus youngi y Chuanjiesaurus, las vértebras novena y décima se fusionaron entre sí.
De otros géneros, Eomamenchisaurus se puede distinguir por una serie de características, por ejemplo, los cuerpos vertebrales de las vértebras no mostraron pleurocoelos, aberturas laterales, mientras que sus extremos frontales eran planos a ligeramente convexos . La relación de aspecto entre la tibia y el fémur fue de 0,64. El isquion mostraba un eje largo, en forma de varilla, más largo que el hueso púbico.